# Cassena intermedia
Cassena intermedia es un coleóptero de la familia Chrysomelidae.
Fue descrita científicamente por primera vez en 1904 por Jacoby.